# Elegant Machinery
Elegant Machinery ist eine schwedische Synthie-Pop-Band, die 1988 gegründet wurde und ihren Namen 1989 erhielt. Ihre Musik zeichnet sich durch alte analoge Synthesizer-Sounds aus, die an die 1980er Jahre erinnern.

## Bandgeschichte
1988 gründeten Richard Jomshof (geb. Johansson) und Leslie Bayne eine Band, ein Jahr später stieß Robert Enforsen als Hauptsänger dazu. 1989 wurden mit dem Produzenten Jonas Warnebring erste Demos unter anderen mit den Songs „Safety In Mind“ und „Little Sacrifice“ aufgenommen. Inspiriert durch das dritte Album der Band Data, nannte man sich nicht wie ursprünglich geplant Pole Position, sondern Elegant Machinery.
1990 wurde die erste Single „Safety in Mind“ mit einer Auflage von 500 Kopien veröffentlicht und war bereits sieben Tage später ausverkauft. Auch die erste Tour startete 1991. 1992 wurde das erste Studioalbum „Degraded Faces“ eingespielt und unter dem schwedischen Label Energy Rekords veröffentlicht. Daraus wurde der Titel „Process“ als Single ausgekoppelt. Die Single schaffte es bis auf Platz 5 der spanischen Charts und wurde der größte kommerzielle Erfolg der Bandgeschichte. Album und Single wurden anschließend an die spanische Plattenfirma Bol Records lizenziert. Seit 1992 ist auch Johan Malmgren permanentes Bandmitglied. Im Sommer 1993 nahm man das zweite Studioalbum „Shattered Grounds“ auf. Es folgte eine erfolgreiche Deutschlandtour gemeinsam mit der Band S.P.O.C.K.
1994 verließ Leslie Bayne die Band. Es wurden einige Konzerte in Deutschland und Ungarn gegeben sowie die Single „Watching You“ veröffentlicht. 1996 erschien das dritte, mit Anders Eliasson (einem früheren Mitglied der alten Synthpop Band Page) produzierte Studio-Album „Yesterday Man“. Gefolgt von einer Tour durch Deutschland und Schweden im Jahr 1997, sollte es das meistverkaufte Album der Band werden. 1998 tourte die Band nochmals in Deutschland. Zusammen mit Eskil Simonsson (Covenant) wurde das Album „A Decade of Thoughts“, eine Art Best-of-Album aufgenommen. Auch im schwedischen Fernsehen verzeichnete die Band einige Auftritte. Von der SEMA (Swedish Alternative Music Awards) erhielt die Band 1998 die Auszeichnung „Best Live-Act 1997“.
Noch im gleichen Jahr trennte sie sich aus persönlichen Gründen und aufgrund von Problemen mit dem Plattenlabel.

### Wiedervereinigung
In den folgenden Jahren kam es trotz der offiziellen Trennung weltweit zu einigen Auftritten. 2005 beschloss Elegant Machinery ein Comeback. Die Band spielte 2006 ein Album ein, hatte Auftritte in Spanien sowie beim Wave-Gotik-Treffen in Leipzig. Es folgten Konzerte in Mexiko sowie Interviews in Magazinen und dem mexikanischen Fernsehen. In Deutschland spielte die Band zwei Stücke vom neuen Album, die nochmals verbessert und als Demo genutzt wurden. 2007 unterschrieb Elegant Machinery einen Vertrag beim deutschen Label Out of Line. 2008 wurde die erste Single nach der Wiedervereinigung, "Feel the Silence", veröffentlicht. Die zweite Single des Albums heißt "Move" und wurde im Sommer veröffentlicht.

### Auflösung
Obwohl für Ende 2011 ein neues Album angekündigt war, wurde im April 2011 bekannt, dass sich die Band auf Grund von Differenzen wieder aufgelöst hat.

## Diskografie

### Alben
- 1991: Degraded Faces
- 1993: Shattered Grounds
- 1996: Yesterday Man
- 1998: A Decade of Thoughts (Kompilation)
- 2008: A Soft Exchange

### Singles
- 1991: Safety in mind
- 1992: Process (Platz 5 in Spanien)[2]
- 1993: Hard to handle (Platz 40 in Schweden)
- 1994: Repressive thoughts
- 1995: Watching You
- 1996: Myself with you
- 1998: Fading away
- 1998: Words of wisdom
- 2008: Feel the Silence
- 2008: Move
- 2016: I (EP)

### Videos
- 1999: Live At Virtual X-Mas 98
- 2005: Archive
- 2008: Feel the silence
- 2008: Move

### Sonstige Veröffentlichungen
- 1991: My Secret Garden[3]
- 1996: To Cut A Long Story Short[4]